# Каражотинський сільський округ
Каражоти́нський сільський округ (каз. Қаражота ауылдық округі, рос. Каражотинский сельский округ) — адміністративна одиниця у складі Єнбекшиказахського району Алматинської області Казахстану. Адміністративний центр — село Каражота.
Населення — 4602 особи (2021; 6692 у 2009, 5120 у 1999, 5213 у 1989).
Станом на 1989 рік існувала Каражотинська сільська рада (села Каражота, Кизилжиде, Куликовка) колишнього Чиліцького району.

## Склад
До складу округу входять такі населені пункти:
| Населений пункт | Населення, осіб (1989) | Населення, осіб (1999) | Населення, осіб (2009) | Населення, осіб (2021) |
| --------------- | ---------------------- | ---------------------- | ---------------------- | ---------------------- |
| Актоган, село   | 847                    | 998                    | 1281                   | 848                    |
| --Відділення    | -                      | -                      | -                      | 8                      |
| Каражота, село  | 2927                   | 2737                   | 3728                   | 2391                   |
| --Актума        | -                      | -                      | -                      | 6                      |
| --Бабатоган     | -                      | -                      | -                      | 9                      |
| --Кіїкбай       | -                      | -                      | -                      | 11                     |
| Сарибулак, село | 1439                   | 1385                   | 1683                   | 1314                   |
| --Бесбаз        | -                      | -                      | -                      | 8                      |
| --Дірменбаз     | -                      | -                      | -                      | 7                      |